# Insomnia Coffee Company
Die Insomnia Coffee Company ist eine irische Kaffeehauskette mit Hauptsitz in Dublin. Der erste Laden wurde im August 1997 auf der Rückseite einer Buchhandlung in Galway eröffnet. Das Unternehmen verfügt über mehr als 150 Geschäfte in Irland.

## Geschichte
Insomnia ist 1997 von einem Standort in einer Buchhandlung in Galway zu einer Kette von mehr als 170 Cafés mit eigenen- und Franchise-Läden gewachsen, durch Partnerschaften mit SPAR/Eurospar, Mace und Londis sowie anderen irischen Einzelhändlern wie Eason & Son, Fresh, Meadows & Byrne, Maxol und Primark.
Im Jahr 2003 kaufte das Unternehmen das Sandwich-Unternehmen Bendini & Shaw. Im Jahr 2005 erwarb Insomnia die Perk-Kaffeekette.
Von 2006 bis 2017 war das Unternehmen gleichermaßen im Besitz von dem Vorsitzenden Bobby Kerr, CEO Harry O’Kelly und John Clohisey. Im Jahr 2010 wurde O’Kelly zum CEO ernannt und Kerr wurde Vorsitzender. Im Dezember 2017 verließ Kerr das Geschäft und verkaufte seine Aktien an die anderen Aktionäre. Im selben Monat wurde Clohisey Vorsitzender, CFO Barry Kehoe trat dem Verwaltungsrat bei und Dara O’Flynn trat als COO bei.
Im April 2012 wurde das Insomnia High Street Franchise ins Leben gerufen. Das erste Franchise-Geschäft wurde 2013 im St. Stephens Green Shopping Centre in Dublin eröffnet. Im Jahr 2015 kündigte das Unternehmen eine neue Partnerschaft mit Primark an, einer in Irland ansässigen Einzelhandelskette, die in Irland als Penneys handelt. Im Jahr 2015 wurden drei Insomnia-Konzessionsgeschäfte bei Penneys in Waterford, Swords und Athlone eingeführt, wobei das Liffey Valley 2016 eröffnet wurde.
Im Jahr 2015 expandierte Insomnia mit einer Ladeneröffnung in Market Harborough nach Großbritannien. Es expandierte 2016 weiter und eröffnete drei weitere britische Geschäfte in Calver, Laceby und Bromley, das erste von sieben Geschäften in Partnerschaft mit Primark. Ab September 2022 hat Insomnia über 100 Geschäfte in Großbritannien, nachdem sie zuletzt 2022 in Partnerschaft mit der Central England Co-operative ein Geschäft in East Ham eröffnet hat.
Im Jahr 2016 entwickelte sich eine neue Franchise-Partnerschaft zwischen Insomnia und Maxol, bei der im April 2016 das erste Geschäft in der Mulhuddart Service Station eröffnet wurde. Im Jahr 2018 wurde Insomnias erster Kaffee-Drive-Thru in Partnerschaft mit Maxol im Maxol Ballycoolin im Herzen der Dublin Enterprise Zone eröffnet.

## Produkte
Insomnia bietet eine Reihe von Getränken an, darunter Tee, Kaffee und heiße Schokolade. Es bietet auch Essensoptionen, darunter Sandwiches, gefüllte Baguettes, Panini, Focaccia, Fladenbrote, Wraps, Ciabattas, Salate und Suppen.